# 도미아이촌
도미아이촌(富合村)은 효고현 가사이군에 있던 촌이다.